# John McCain
John Sidney McCain III (Coco Solo, 29 d'agost de 1936 – Cornville, 25 d'agost de 2018) fou un polític estatunidenc, senador per Arizona des del 1986 fins a la seva mort. Fou el candidat del Partit Republicà a la presidència dels Estats Units a les eleccions de 2008, on es va acabar imposant Barack Obama.
McCain es va graduar a l'Acadèmia Naval dels Estats Units el 1958, i seguint els passos del seu pare i el seu avi, va entrar a la Marina dels Estats Units. Va ser aviador naval, i pilotà avions d'atac a terra des de portaavions. Durant la guerra del Vietnam, gairebé morí en l'incendi del USS Forrestal el 1967. Durant uns bombardaments en marc de l'Operació Rolling Thunder a Hanoi l'octubre de 1967, l'avió de McCain fou abatut. Va resultar-ne greument ferit i va ser capturat per les forces del Vietnam del Nord. Va ser presoner de guerra fins al 1973; va patir episodis de tortura i va refusar una oferta de repatriació anticipada. Les ferides que va patir durant la guerra el van deixar amb discapacitats físiques permanents. Va retirar-se de la Marina com a capità el 1981 i es va traslladar a Arizona, on va entrar en política. El 1982, McCain fou elegit a la Cambra de Representants, on va estar dos mandats. El 1987 va entrar al Senat i va guanyar les reeleccions cinc cops, l'últim el 2016.
Malgrat adherir-se en general a principis conservadors, McCain tenia una reputació d'"heterodox" per la seva disposició a estar en desacord amb el seu partit en certes qüestions. Després de ser investigat, i en gran manera exonerat, per un escàndal d'influència política com a membre dels Keating Five, va centrar-se en la proposta d'una reforma del finançament de campanyes, que va acabar amb l'aprovació de la McCain–Feingold Act del 2002. També és conegut pels seus esforços la dècada de 1990 per restaurar les relacions diplomàtiques amb el Vietnam, i per la seva creença que la guerra de l'Iraq s'hauria d'haver lluitat fins a un final reeixit.
McCain va entrar a la cursa per la candidatura a presidència del Partit Republicà el 2000, però va perdre a les primàries en front del governador George W. Bush. El 2008 la va aconseguir, però va perdre a les eleccions generals en front de Barack Obama. Des de llavors, va adoptar postures i actituds més típicament conservadores, i es va oposar en gran manera a les accions de l'administració Obama, especialment en matèria de política exterior. El 2013, tanmateix, s'havia convertit en una figura clau al Senat per negociar acords en un ambient altrament partidista. El 2017, va disminuir el seu paper al Senat després del diagnòstic d'un tumor cerebral. L'agost de 2018, la seva família va anunciar que deixaria el tractament; va morir als 81 anys el 25 d'agost, a quatre dies del seu 82è aniversari.

## Infantesa

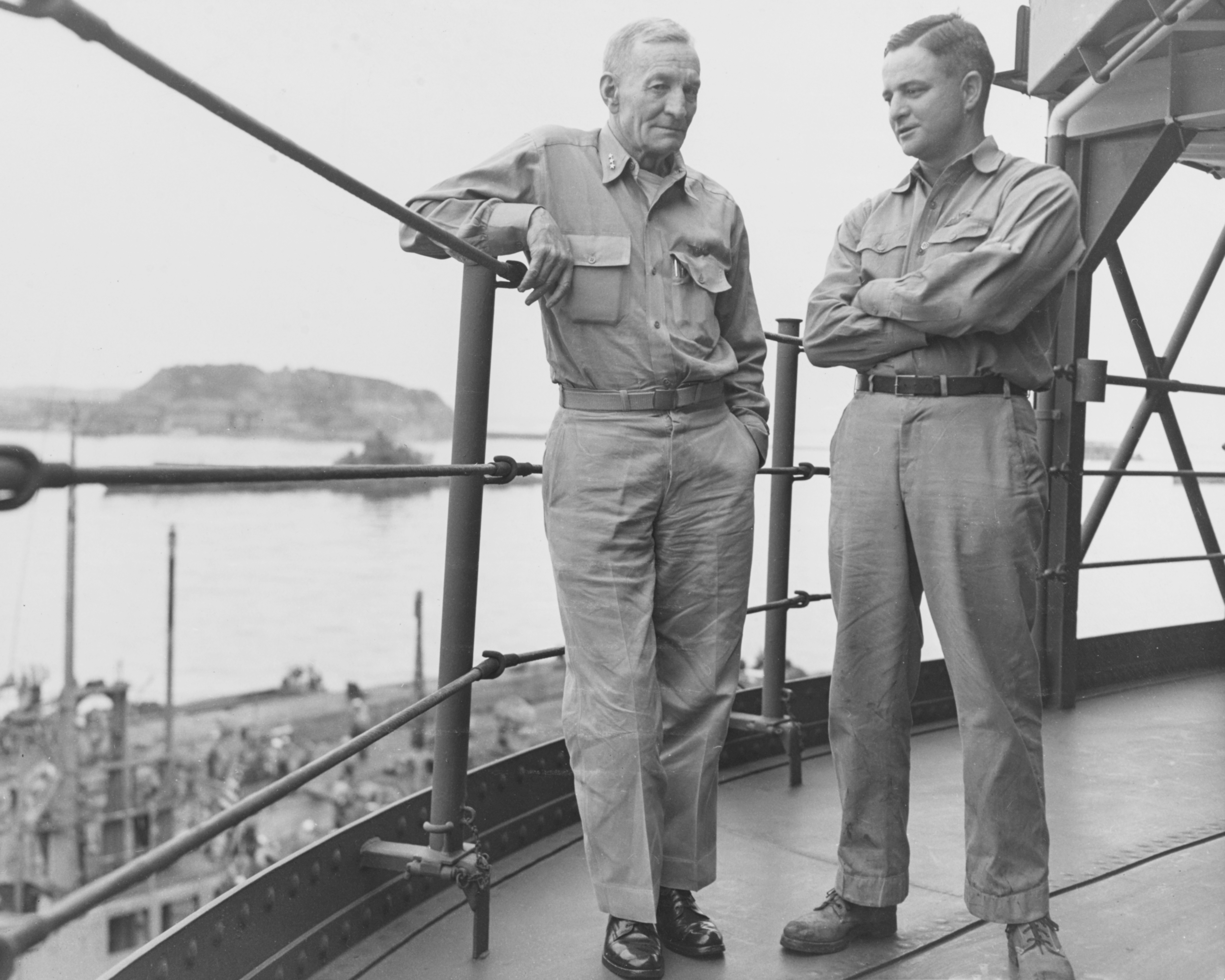
John S. McCain (Avi) i John S. McCain, Jr. (Pare)

Neix a Coco Solo, el 29 d'agost de 1936 a la base militar de Coco Solo, a la zona del Canal de Panamà controlada per Estats Units. En ser fill d'estatunidencs, té dret a optar per la presidència als EUA.
La seva família paterna, lligada al Servei Militar d'Alts Càrrecs, com és el cas del pare de McCain, John S. "Junior" McCain que fou almirall de l'Armada al Vietnam. Així mateix, el seu avi també fou almirall i va comandar tropes aèries a la batalla d'Okinawa el 1945. Sa mare, és Roberta Wright.
Cursà estudis en un col·legi episcopalià "Episcopal High School" i es graduà el 1954. A la tardor del mateix any, entrà a l'acadèmia naval dels Estats Units i es graduà el 1958.

## Carrera militar i empresonament
McCain entrà com a aviador naval a Pensacola (Florida) i a Corpus Christi (Texas). Durant una pràctica a Corpus Christi, el seu avió s'estavellà a la badia que porta el mateix nom, aconseguint escapar de l'avió sense cap lesió greu. S'hi graduà i s'incorporà al cos aeri lleuger de l'Armada dels EUA.

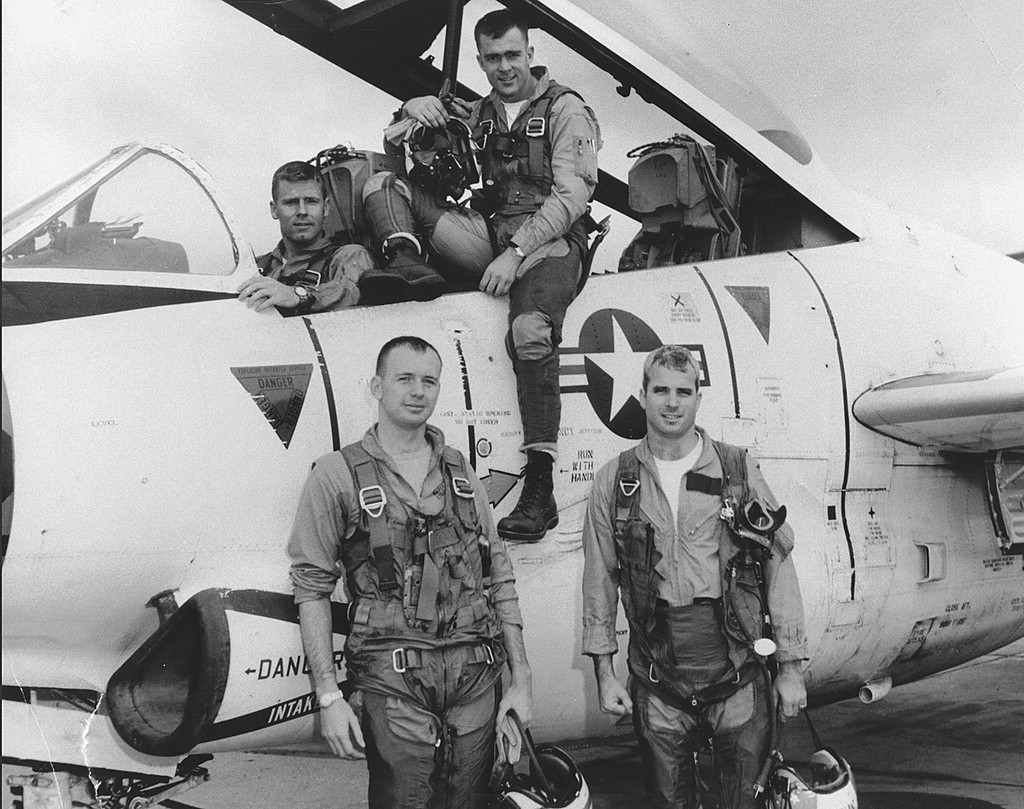
John McCain amb el seu avió d'entrenament T-2 Buckeye i el seu esquadró al 1965

Com a bombarder, McCain participà en els bombardejos massius contra població civil al Vietnam de l'operació "Rolling Thunder", bombardejos especialment cruents en ciutats com Hanoi. Seguint la política de bombardeig per saturació establerta pel cap de la Força Aèria, Curtis LeMay. L'operació "Rolling Thunder", desenvolupada des de 1965 fins a 1968, provocaria 182.000 morts, la majoria civils. Al llarg de la guerra els bombardejos nord-americans provocarien més de 2 milions de morts al Vietnam. El 26 d'octubre de 1967, en la seva 23a missió a bord d'un Douglas Aircraft A-4 Skyhawk, fou tombat per un dispositiu antimíssils a la ciutat de Hanoi, amb un aterratge al llac Truc Bach. Degut a l'impacte, McCain va quedar ferit de les dues cames i un braç.
Estant inconscient, una tropa de soldats nord-vietnamites el colpejaren, trepitjaren i el desposseïren de tota la roba que portava. Fou fet presoner i torturat pels soldats, que amb una baioneta que li perforà la cama esquerra, i amb la culata d'un rifle, li dislocaren el múscul. Després el traslladaren a la presó de Hoa Lo.
A Hoa Lo fou interrogat diàriament. Al no voler proporcionar cap informació, fou colpejat fins que va perdre el coneixement.
El fet que el seu pare fos almirall i comandant en cap de l'Exèrcit Estatunidenc al Pacífic, va permetre el govern de Hanoi de fer publicitat de la seva captura i a més a més, li oferiren la llibertat més d'hora a canvi d'afirmar que va cometre crims de guerra. John McCain s'hi va negar i aquest fet provocà cinc anys més d'empresonament i tortures i colps a Hoa Lo Prison.
Les dimensions de la cel·la d'empresonament eren molt reduïdes (2m per 2m), estant completament sol. Suportà baionetades als turmells, ser penjat durant moltes hores de les mans. Li trencaren de nou el braç esquerre i diverses costelles.
Cinc anys després, el 15 de març de 1973, fou alliberat.

## Tornada als Estats Units i carrera política

### Tornada

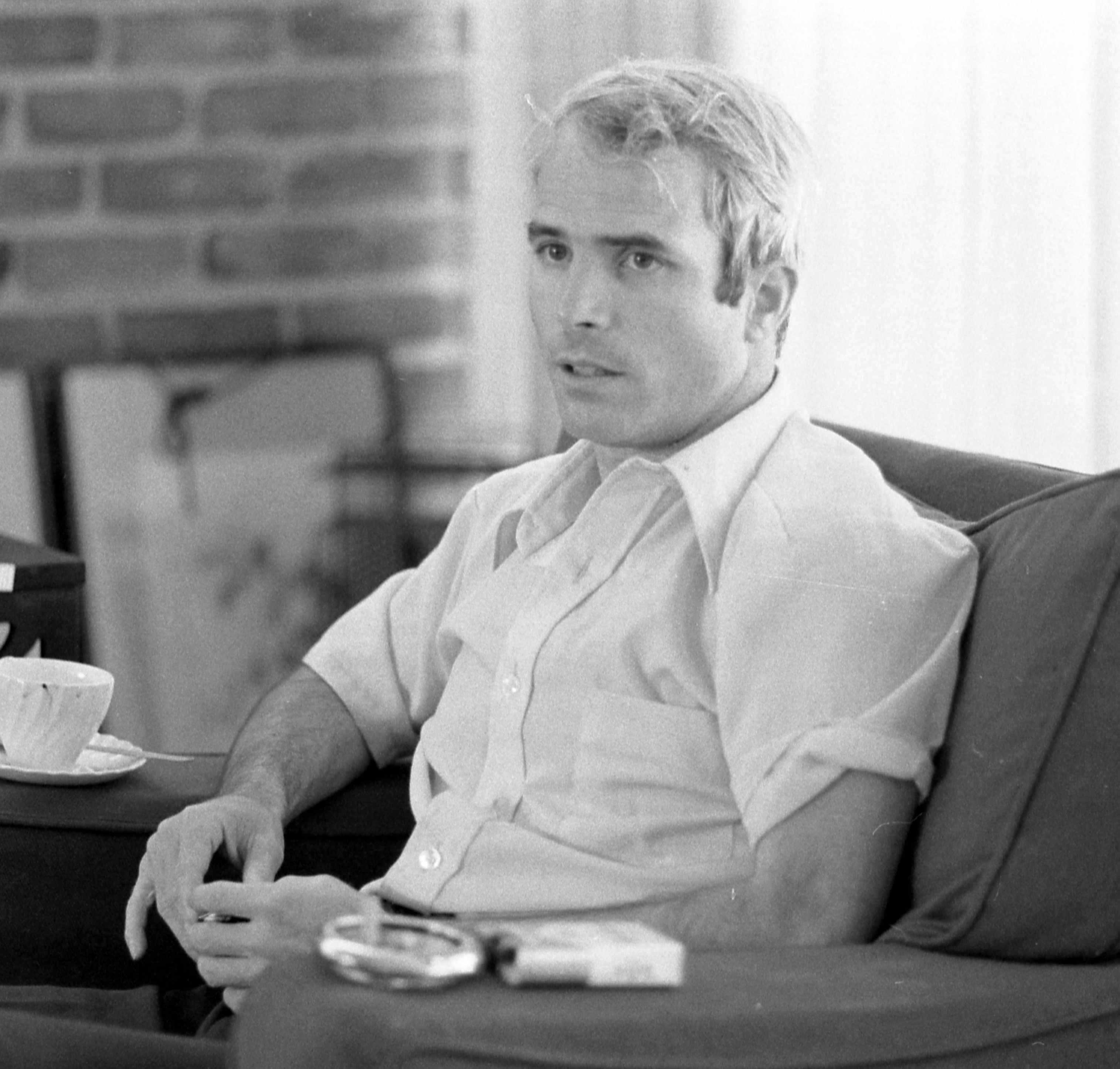
John McCain un any i quaranta dies després de la seva tornada

Quan retornà als Estats Units després del seu captiveri, necessitava ajuda per a caminar bé. Des de llavors tingué dificultats al moure el braç esquerre per l'altura del muscle. Per aquest fet de captiveri, fou condecorat amb l'Estrella de Plata, la Legió del Mèrit, la Creu d'Aviació al Servei Distingit, l'Estrella de Bronze i el Cor Porpra. La seua frase en tornar fou "Ara, el més important és seguir endavant. No vull viure sent solament un presoner de guerra".

### Carrera política

#### Senador per l'estat d'Arizona
El 1981 es retirà completament de la Marina i decidí instal·lar-se a Arizona, l'estat de la seua muller Cindy. En aquest estat fou elegit per a la Cambra de Representants dels Estats Units el 1982. També fou reelegit el 1984.
El 1986, aprofitant-se de la retirada del veterà senador Barry Goldwater es presentà com a candidat del Partit Republicà. Serà reelegit en tres ocasions, el 1992, 1998 i 2004. Fou president del Comité de Relacions Exteriors, del Comité de Transport, Comerç i Ciència del Senat (1997-2005) i del Comité d'Assumptes Indígenes. Com a senador, es guanyà ràpidament la reputació de dissident de pura línia, sobretot els seus punts forts, la política internacional i la defensa.
Recolza a l'estat d'Israel al Congrés. Ha recolzat la Guerra d'Irak el 2003 igualment la Guerra del Golf Pèrsic el 1991 i ajudant al president George Walker Bush en el tema de política exterior. Al mateix temps, censurà la tortura dels presoners. El 2005 va promoure un avantprojecte de defensa en un intent de trobar un mode d'omplir el buit legal de les lleis anti-tortura ja existents.
Guanyà reputació en ser un home que no està conforme amb la línia establerta dins del seu partit. És un opositor a la indústria del tabac i de la influència dels diners a les campanyes electorals, cosa que li va fer guanar popularitat als mitjans de comunicació.
En qüestions com les relacions sexuals entre dues persones del mateix sexe i la immigració, no té una postura conservadora.
Si quelcom ha caracteritzat el senador John McCain és el seu mal humor. Digué del president de Corea del Nord que era "un ninot amb sabates de plataforma", també va dir que la capital de Pakistan "empestava".
Una altra mostra del seu caràcter explosiu va ocórrer el 1992. Eixe any va transcendir a la premsa una discussió entre ell i el senador republicà Chuck Grassley. "Sap, senador, jo creia que el seu problema era que no sabia escoltar. Però no és això. El seu problema és que vosté és un maleït idiota", fou la frase de McCain.
El 1998, en atacar el president Bill Clinton, McCain va cometre un error pel qual després hauria de demanar perdó, quan es va burlar de Chelsea, la filla del president, i de la Fiscal General Janet Reno, en un esdeveniment públic: "Per què Chelsea és tan lletja?" va preguntar. "Perquè son pare és Janet Reno". La revista 'Washingtonian' ho va posar com el segon en la llista dels "amb pitjor temperament" en el Senat.

#### Candidatures presidencials

##### El 2000
John McCain va començar la seua campanya presidencial de 2000 com una espècie d'insurgent desconegut a la recerca d'una reforma del sistema per a excloure de Washington la influència de forts interessos econòmics. Va avisar que el Governador de Texas, George W. Bush, era el candidat oficial republicà, per la qual cosa li costaria molt defendre les possibilitats d'una campanya seriosa dins del partit.
I és que les diferències van ser moltes. Molt abans que el senador McCain es decidira a competir per la nominació, Bush havia acudit als seus contactes i havia recaptat diversos milions. I no sols això. El seu director de campanya, Karl Rove, havia reclutat adherents pel país i posat en marxa el pla amb què guanyaria la nominació. Abans de la primària de Nou Hampshire, el governador Bush havia demanat una suma de 57 milions de dòlars. Això contrastava radicalment amb els només 9 milions de dòlars reunits pel senador McCain.
"Avui comença la nostra croada nacional!", va proclamar entusiasta el senador McCain després del seu èxit en la primària de New Hampshire, on va humiliar Bush amb un avantatge de 16 punts. "Arrabassarem la política de les mans del Gran Capital i dels lobbys que han corromput Washington. Tornarem el poder als ciutadans nord-americans".
D'allí a Carolina del Sud, on s'alliberaria el 19 de febrer del 2000 una altra aferrissada batalla política que serviria per a catapultar les aspiracions de McCain o per a tornar-ho a posar en el seu lloc, després del miratge de Nou Hampshire. L'aparell del Partit Republicà es va mobilitzar en favor de Bush i li va esclafar en una campanya en què va haver-hi diners, joc brut i falsos rumors.
McCain es va recuperar guanyant la important primària de Michigan, però la falta de liquiditat de la seua campanya i el fet que en estats com Califòrnia i Nova York, rics en delegats, no pogueren votar els independents, va fer que el governador Bush es consolidara definitivament com front-runner indiscutible després del superdimarts de març.
McCain va perdre les primàries i va aprendre que sense el partit no hi ha carrera política que valga.

##### El 2008

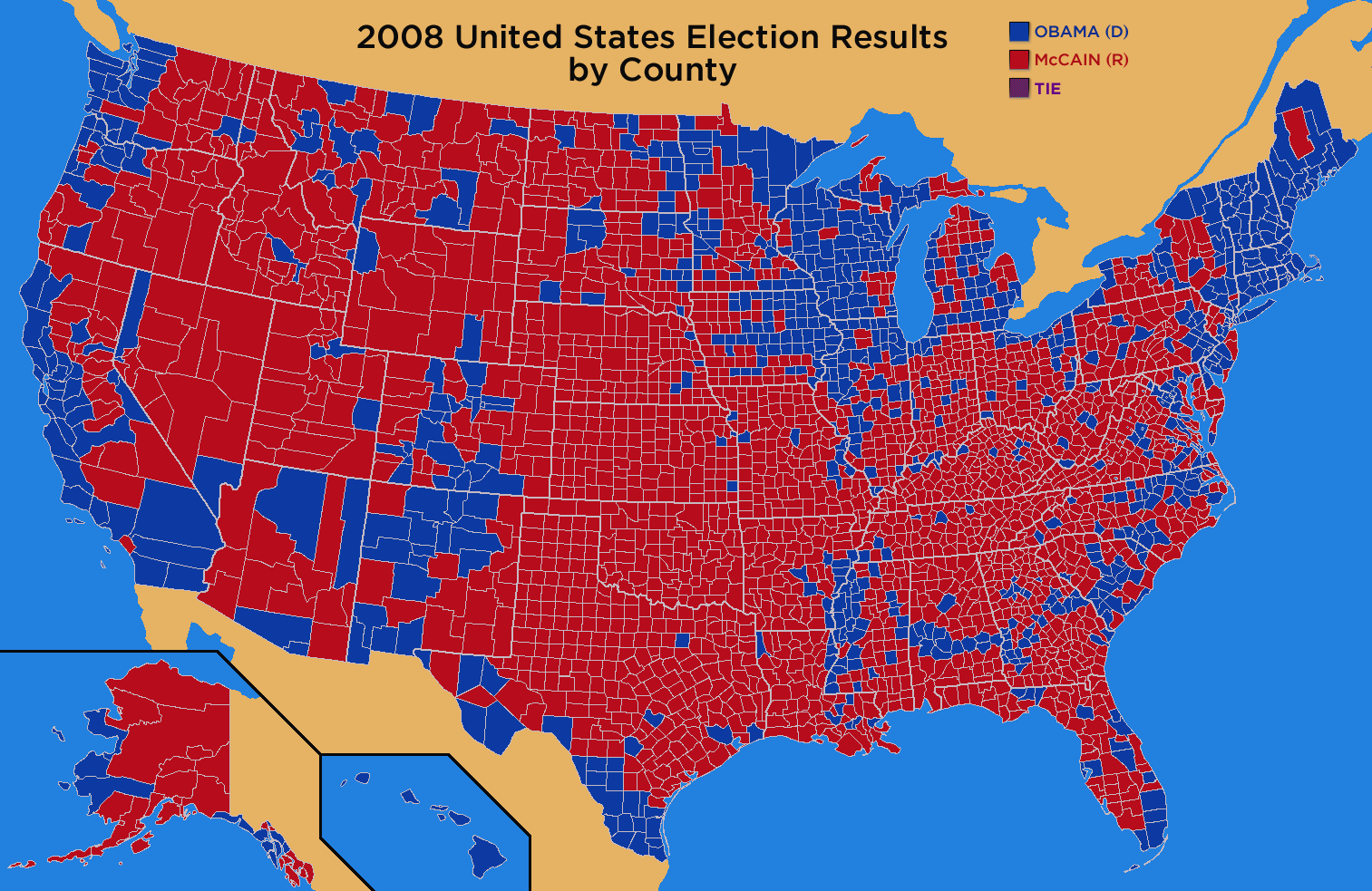
Mapa de les eleccions a nivell de comtat. El roig representa McCain i el blau Obama

Després de recolzar activament la reelecció del president George W. Bush en 2004, el senador McCain va tornar a llançar-se a la carrera per la presidència el 2008. Va proposar la creació d'un comité explorador que li permeta reunir fons en tot el territori dels Estats Units. Per a això ha incorporat a diversos operatius de campanya que van treballar per a Bush, amb la intenció d'aconseguir aquesta vegada el suport de l'aparell.
Ha cridat el Partit Republicà dels Estats Units a "recuperar els valors conservadors dels quals s'ha separat", proposant una revisió en l'enfocament del partit i una reestructuració d'aquest. Durant 2006 va organitzar i va participar en 346 esdeveniments, en els quals va reunir més de 10,5 milions de dòlars per a les campanyes electorals de diversos candidats, la qual cosa li va garantir un ferm suport entre altres senadors i representants del seu partit als que va ajudar.

Logo de la candidatura republicana de 2008

Ja als inicis de la campanya per a la presidència aquesta fou molt dificultosa, ja que no s'encontrava entre els favorits (Giuliani i Romney). Els candidats proposats pel Partit Republicà dels Estats Units, a banda de McCain van ser:
- Ron Paul
- Jim Gilmore
- Mike Huckabee
- Tommy Thompson
- Sam Brownback
- John Henry Cox
- Tom Tancredo
- Duncan Hunter
- Fred Thompson
- Rudolph Giuliani
- Mitt Romney

Però, amb la victòria a l'estat de Carolina del Sud front a Mike Huckabee la seua candidatura va sofrir un gir inesperat i es va posicionar com a favorit en les enquestes després de guanyar a Florida al candidat Mitt Romney. Rudolph Giuliani, després d'abandonar la carrera per convertir-se candidat, es va adherir a la campanya de suport a McCain igual que Romney.
Al "Super-dimarts" de Febrer va guanyar als estats de Califòrnia, Nova York, Illinois, Nova Jersey però encara va tindre com a rival a Mike Huckabee, de la part Ultraconsevadora fins a les eleccions primàries a Texas i Ohio les quals foren guanyades per McCain, conseguin així els 1191 delegats necessaris per guanyar la convenció republicana a Saint Louis (Missouri) consolidant-se com a candidat oficial del Partit Republicà.
Finalment, a les eleccions contra Barack Obama McCain va obtindre 59.934.786 vots, dels quals compten 173 (vot electoral) front a Obama que va obtindre 69.456.897 vots (365 vots electorals) essent guanyador Barack Obama.

## Visió política
Republicà de tota la vida, l'American Conservative Union el puntuà amb un 82%. No obstant això, McCain ha recolzat iniciatives que no van en la línia del seu propi partit i ha sigut anomenat "maverick" (terme amb què a la política nord-americana es designa a qui s'aparta sovint de les línies marcades pel seu partit) per alguns membres de la premsa dels Estats Units.
La reputació de McCain com a maverick prové del seu suport als drets dels homosexuals, als programes de treballs per als immigrants il·legals, a les limitacions de fons de campanyes polítiques, les seues visions sobre els temes mediambientals i la seua oposició a la política sobre impostos de l'administració de George Walker Bush, anomenada "Bush Tax cuts".

## Vida personal

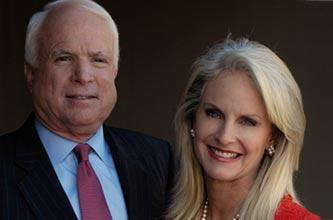
John McCain i Cindy McCain

El 1965, McCain va contraure matrimoni amb Carol Shepp, una model de Filadèlfia (Pennsilvània). McCain va adoptar els dos fills de la seua dona, Doug i Andy. Posteriorment ell i Carol van tindre una filla, que van anomenar Sydney. Es van divorciar el 2 d'abril de 1980.
El 1979 va conèixer Cindy Hersley, la filla del rei de la indústria de la cervesa d'Arizona, Jim Hersley, amo i fundador de la cerveseria Anheuser-Busch amb una fortuna de 200 milions de dòlars. John McCain i Cindy Hersley es van casar el 1981.
John McCain té set fills. Quatre biològics; dos que tenia la seua primera dona d'un altre matrimoni; i amb Cindy va adoptar una xiqueta de l'orfenat de la Mare Teresa de Calcuta a Bangladesh.

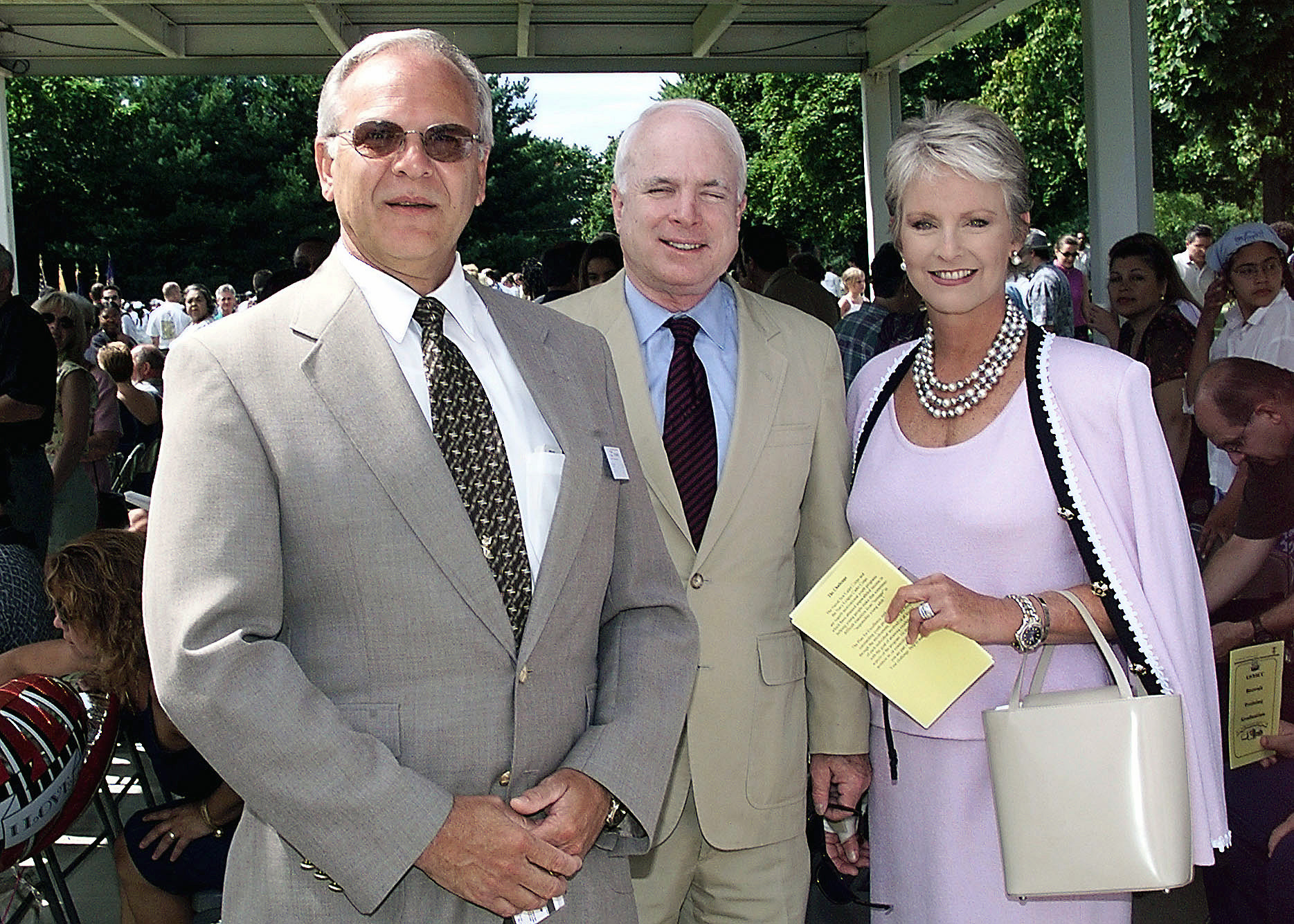
John McCain i la seva esposa Cindy a la cerimònia de graduació dels cadets de la Marina dels EUA l'any 2001

El 1993 li van detectar per primera vegada un càncer de pell. El 2000 li van extraure un melanoma maligne en el 
costat esquerre de la seua cara del qual es va recuperar.
Al 21 de febrer del 2008 The New York Times, va patejar el tauler i com sempre el doble estàndard va quedar exposat amb la nota "For McCain, Self-Confidence on Ethics Poses Its Own Risk". Cal aclarir que la seua relació amb Vicky Iseman és -almenys- no aconsellable per a una campanya "conservadora presidencial". També cal tindre en compte que McCain ja va ser "exonerat" el 1991 un cas de tràfic d'influències el cas "Keating".
El juliol de 2017 es va fer públic que el senador tenia un càncer de cervell i que havia estat operat inicialment amb èxit, però que finalment acabà amb la seva vida un any després.